# Baal (EP)
Baal é um EP do músico britânico David Bowie composto por gravações de canções escritas para a peça Baal, de Bertolt Brecht. O EP por vezes é chamado de David Bowie in Bertolt Brecht's Baal, como está escrito no encarte.

## Plano de fundo
Em agosto de 1981, Bowie começara os ensaios para participar da versão de Baal da BBC. As letras das canções foram traduzidas por Ralph Manheim e John Willett. Dominic Muldowney proveu todos os novos arranjos, exceto "The Drowned Girl", que possuía o arranjo que Kurt Weill criara originalmente para Das Berliner Requiem. Em setembro de 1981, Bowie e Tony Visconti voltaram ao estúdio Hansa, em Berlim, para regravar as cinco canções que o personagem Baal tocava na peça.
"Baal’s Hymn" é uma combinação das vinhetas espalhadas pela peça e estabelece o caráter amoral de Baal. "Remembering Marie A" trata da reminiscência de Baal de uma conquista passada, em que ele consegue se lembrar de uma nuvem flutuando acima de si, mas não do rosto da garota com quem estava. "Ballad of the Adventurers" é o lamento agressivo de Baal sobre a morte de sua mãe. "The Drowned Girl" relata o suicídio de uma das conquistas de Baal - um videoclipe desta canção foi filmado por David Mallet ao mesmo tempo que um para "Wild is the Wind". "The Dirty Song" é um número curto, com Baal humilhando Sophie, sua amante.

## Recepção
| Críticas profissionais | Críticas profissionais |
| Avaliações da crítica  | Avaliações da crítica  |
| Fonte                  | Avaliação              |
| ---------------------- | ---------------------- |
| Allmusic               | 4 de 5 estrelas.       |

A performance de Bowie como Baal foi transmitida em 2 de março de 1982, e a RCA lançou o EP para coincidir com a transmissão. Tanto a peça como o EP foram bem recebidos, com o disco chegando ao n°29 nas paradas britânicas, algo considerado louvável, considerando as faixas pouco convencionais do EP. Em adição à edição de sete polegadas, que vinha num encarte duplo com extensas notas sobre o conteúdo musical e uma biografia curta de Bertolt Brecht, o EP foi lançado em disco de doze polegadas, sendo tocado em alguns clubes e em rádios. Isto marcaria o lançamento final de Bowie com a RCA Records. O próximo trabalho de Bowie seria lançado pela EMI.

## Outros lançamentos
"The Drowned Girl" está presente no set de três CDs  The Platinum Collection e no relançamento de 2007 do terceiro CD sob o título The Best of Bowie 1980/1987. Ambas "The Drowned Girl" e "Baal's Hymn" estão presentes nas versões de 2004 e 2014 de Sound + Vision. O EP foi lançado para download em 2007.

## Lista de faixas
Lado A
1. "Baal’s Hymn" (Brecht, Muldowney) – 4:02
2. "Remembering Marie A" (canção tradicional; adaptada por Brecht e Muldowney) – 2:07

Lado B
1. "Ballad of the Adventurers" (Brecht, Muldowney) – 2:01
2. "The Drowned Girl" (Brecht, Weill) – 2:26
3. "The Dirty Song" (Brecht, Muldowney) – 0:38

## Créditos
Produtores
- Tony Visconti
- David Bowie

Músicos
- David Bowie: vocais, guitarra
- Tony Visconti: baixo

Outros instrumentos foram tocados por músicos de sessão não creditados.